# Cellera de Vila-roja
La Cellera de Vila-roja és el recinte medieval d'estil romànic que envoltava el poble de Vila-roja, del terme comunal de Costoja, a la comarca del Vallespir, de la Catalunya del Nord.
Envoltava la totalitat del petit poble, la cellera primigènia formada per les cases agrupades entorn de l'església parroquial de Sant Miquel i del seu cementiri.
A migdia i a orient de l'església es troben restes del recinte fortificat: la base d'una torre circular, que es conserva fins a uns 4 metres d'alçada, amb la base atalussada. Restes de murs enllacen amb l'església i amb altres bastiments desapareguts. Força restes de parets es troben en aquell sector, en part formant part d'una casa de tres plantes modernament reformada. A l'altra casa existent en el poble, a ponent de l'església, també hi ha restes d'una vella construcció, amb dos arcs de mig punt fets amb dovelles de pedra tosca.